# Daniel Opdam
Daniel Opdam – australijski zapaśnik walczący w obu stylach. Srebrny medalista mistrzostw Oceanii w 2006 i 2007. Mistrz Oceanii juniorów w 2006 roku.